# Svend Unmack Larsen
Svend Unmack Larsen (23. september 1893 i Aarhus – 23. marts 1965 smst) var en dansk politiker (Socialdemokratiet), borgmester i Aarhus og minister.
Valgt til Aarhus Byråd for perioden 1933 – 1937.
Den 15. september 1939 blev Unmack Larsen udnævnt til justitsminister i ministeriet Thorvald Stauning II, denne post havde han indtil den 8. juli 1940.
Valgt igen til byrådet i Aarhus for perioden 1941 – 1945.
Valgt til borgmester i 1945 efter Einar Stecher Christensens død.
Borgmester i Aarhus i perioden 1945 til 1958.